# HMS Gotlands långresor 1935–1956
Flygplanskryssaren HMS Gotland företog ett antal långresor mellan åren 1935 och 1956.

## 1935–1936
Gick till Europa. Första långresan.
Färdväg
1. Karlskrona Avseglade 8 december 1935
2. Kiel, Tyskland Anlöpte 10 december 1935
3. Hamburg, Tyskland Anlöpte 11 december 1935, avseglade 15 december 1935
4. Rio de Arosa, Spanien Anlöpte 23 december 1935, avseglade 7 januari 1936
5. Vigo, Spanien Anlöpte 8 januari 1936, avseglade 12 januari 1936
6. Bordeaux, Frankrike Anlöpte 16 januari 1936, avseglade 22 januari 1936
7. Cobh (Queenstown), Irland Anlöpte 26 januari 1936, avseglade 1 februari 1936
8. Gravesend, England Anlöpte 5 februari 1936, avseglade 11 februari 1936
9. Amsterdam, Holland Anlöpte 13 februari 1936, avseglade 17 februari 1936
10. Kiel, Tyskland Anlöpte 20 februari 1936, avseglade 28 februari 1937
11. Oslo, Norge Anlöpte 6 mars 1936, avseglade 11 mars 1936
12. Göteborg Anlöpte 13 mars 1936, avseglade 15 mars 1936
13. Karlskrona Anlöpte 16 mars 1936

## 1936–1937
Gick till Västindien.
Färdväg
1. Karlskrona Avseglade 18 november 1936
2. Southampton, England 22 november 1936, avseglade 24 november 1936
3. Funchal, Madeira Anlöpte 2 december 1936, avseglade 10 december 1936
4. Sankt Vincent, Västindien
5. Bridgetown, Barbados Anlöpte 23 december 1936, avseglade 30 december 1936
6. La Guaira, Venezuela Anlöpte 2 januari 1937, avseglade 8 januari 1937
7. Willemstad, Nederländska Antillerna, Västindien
8. Barranquilla, Colombia Anlöpte 11 januari 1937, avseglade 14 januari 1937
9. Kingston, Jamaica Anlöpte 17 januari 1937, avseglade 23 januari 1937
10. Pigeon Island, Jamaica
11. Veracruz, Mexiko Anlöpte 5 februari 1937, avseglade 11 februari 1937
12. Havanna, Kuba Anlöpte 16 februari 1937, avseglade 22 februari 1937
13. Port au Prince, Haiti
14. Kingston, Jamaica
15. Ciuadad Trujillo, Dominikanska republiken 27 februari 1937, avseglade 1 mars 1937
16. Port of Spain, Trinidad och Tobago Anlöpte 5 mars 1937, avseglade 12 mars 1937
17. Sankt Vincent Anlöpte 21 mars 1937
18. Falmouth, England Anlöpte 31 mars 1937, avseglade 2 april 1937
19. Karlskrona Anlöpte 7 april 1937

## 1937–1938
Gick till norra Afrika.
Färdväg
1. Karlskrona
2. Hakefjorden
3. Falmouth, England Anlöpte 6 december 1937, avseglade 9 december 1937
4. Funchal, Madeira Anlöpte 16 december 1937
5. Dakar, Senegal Anlöpte 7 januari 1938, avseglade 10 januari 1938
6. Porto Grande, Kap Verde Avseglade 31 januari 1938
7. Sâo Vincente, Kap Verde
8. Santo Nicolas, Kap Verde
9. Dakar, Senegal Anlöpte 3 februari 1938, avseglade 7 februari 1938
10. Funchal, Madeira
11. Agadir, Marocko Anlöpte 10 februari 1938, avseglade 17 februari 1938
12. Casablanca, Marocko
13. Portsmouth, England Anlöpte 23 februari 1938
14. Edinburgh, Skottland
15. Karlskrona

## 1938
Gick till Belgien och Norge.
Färdväg
1. Karlskrona Avseglade 7 juni 1938
2. Antwerpen, Belgien Anlöpte 10 juni 1938, avseglade 15 juni 1938
3. Tromsø, Norge Anlöpte 22 juni 1938, avseglade 25 juni 1938
4. Esbjerg, Norge Anlöpte 29 juni 1939, avseglade 1 juli 1938
5. Karlskrona

## 1938–1939
Gick till Västafrika, Sydamerika och England.
Färdväg
1. Karlskrona Avseglade 4 december 1938
2. Lissabon, Portugal Anlöpte 14 december 1938, avseglade 19 december 1938
3. Porto Santo, Madeira Anlöpte 22 december 1938 avseglade 26 december 1938
4. Porto Grande, Kap Verde, Anlöpte 30 december 1938, avseglade 1 januari 1939
5. Recife, Brasilien
6. Bahia, Brasilien Anlöpte 9 januari 1939, avseglade 14 januari 1939
7. Santos, Brasilien Anlöpte 19 januari 1939, avseglade 22 januari 1939
8. Buenos Aires, Argentina, Anlöpte 27 januari 1939, avseglade 4 februari 1939
9. Montevideo, Uruguay Anlöpte 9 februari 1939, avseglade 13 februari 1939
10. Rio de Janeiro, Brasilien Anlöpte 18 februari 1939, avseglade 25 februari 1939
11. Dakar, Senegal Anlöpte 8 mars 1939
12. Funchal, Madeira Anlöpte 13 mars 1939, avseglade 20 mars 1939
13. Plymouth, England Anlöpte 24 mars 1939, avseglade 28 mars 1939
14. Karlskrona Anlöpte 4 april 1939

## 1939
Gick till Frankrike och England.
Färdväg
1. Karlskrona

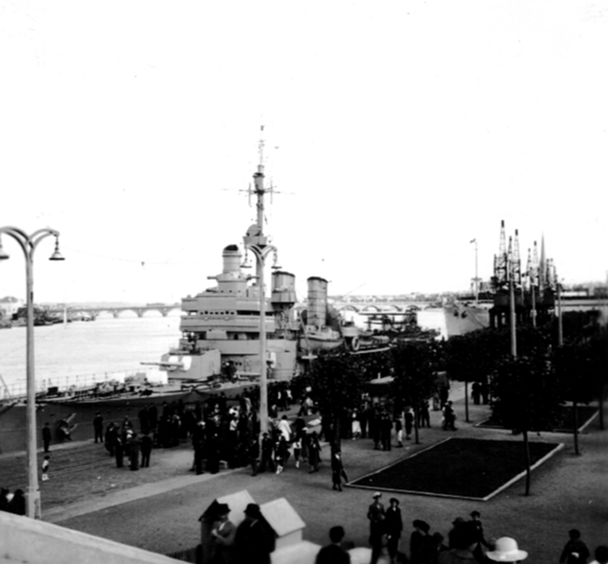
Gotland i Bordeaux 1939

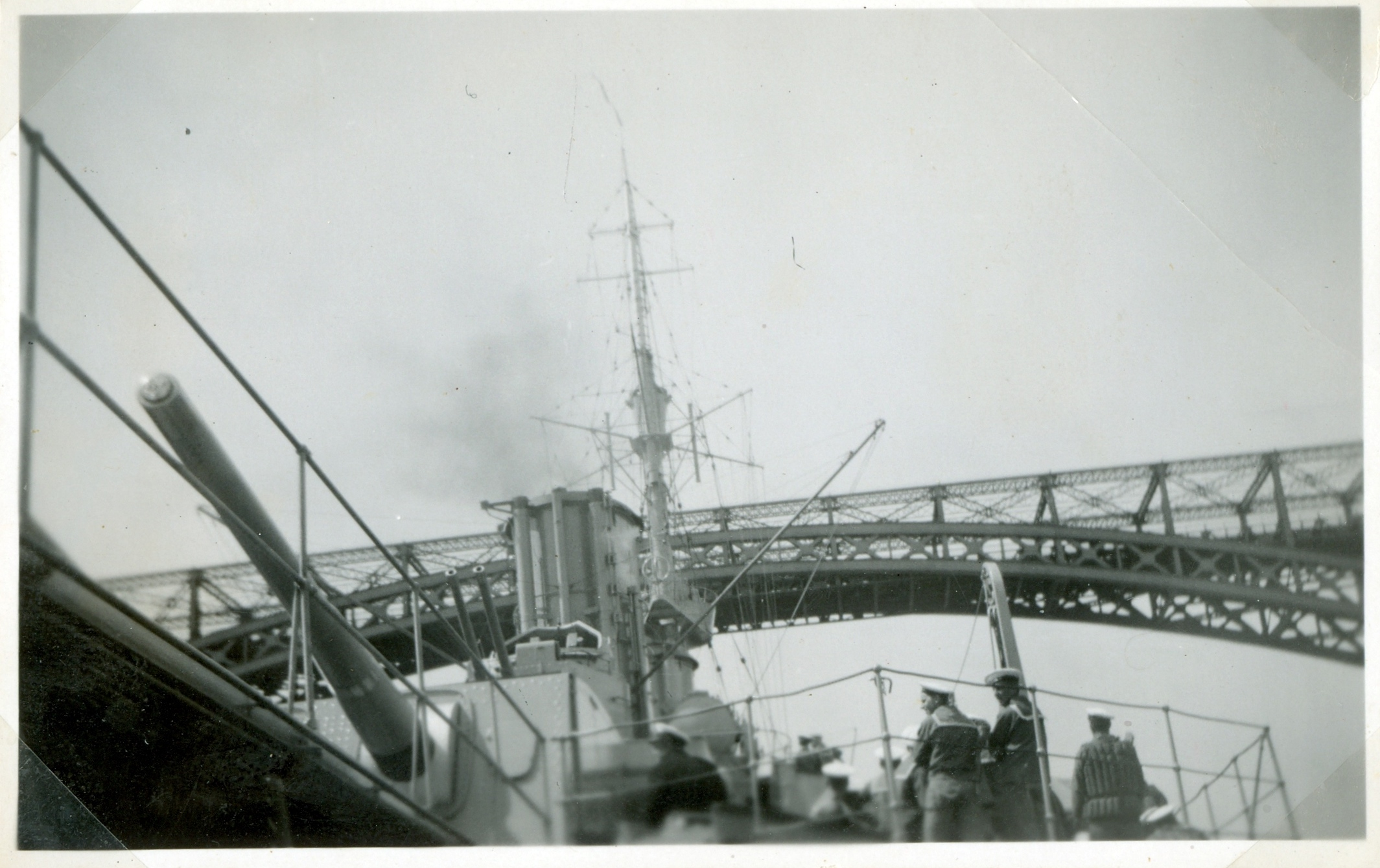
HMS Gotland passerar Kielkanalen under resan 1939.

2. Bordeaux, Frankrike Anlöpte 21 juni 1939, avseglade 26 juni 1939
3. Belle Île, Frankrike Anlöpte 27 juni 1939, avseglade 29 juni 1939
4. Southampton, England Anlöpte 30 juni 1939, aveglade 4 juli 1939
5. Kristiansand, Norge Anlöpte 13 juli 1939
6. Karlskrona

## 1946–1947
Gick via västra Afrika till Sydamerika, Mexiko och USA.
Färdväg
1. Karlskrona Avseglade 16 oktober 1946
2. Casablanca, Marocko Anlöpte 30 oktober 1946, avseglade 6 november 1946
3. Porto Grande, Kap Verde Anlöpte 13 november 1946, avseglade 15 november 1946
4. Rio de Janeiro, Brasilien Anlöpte 27 november 1946, avseglade 7 december 1946
5. Recife, Brasilien Anlöpte 13 december 1946, avseglade 16 december 1946
6. La Guaira, Venezuela Anlöpte 26 december 1946, avseglade 29 december 1946
7. Willemstad (Curaçao), Västindien Anlöpte 31 december 1946, avseglade 3 januari 1947
8. Cartagena, Colombia Anlöpte 7 januari 1947, avseglade 10 januari 1947
9. Veracruz, Mexiko Anlöpte 16 januari 1947, avseglade 23 januari 1947
10. New Orleans, USA Anlöpte 27 januari 1947, avseglade 3 februari 1947
11. Hamilton, Bermudas  Anlöpte 10 februari 1947, avseglade 14 februari 1947
12. Ponta Delgada, Azorerna
13. Porto, Portugal Anlöpte 25 februari 1947, avseglade 28 februari 1947
14. Karlskrona Anlöpte 12 mars 1947

## 1947
Gick via Frankrike till Storbritannien. Med på resan var även jagarna HMS Munin och HMS Mode.
Färdväg
1. Stockholm
2. Malmö Anlöpte 1 maj 1947
3. Strömstad Anlöpte 3 maj 1947
4. Göteborg Anlöpte 8 maj 1947, avseglade 11 maj 1947
5. Le Havre, Frankrike Anlöpte 15 maj 1947, avseglade 21 maj 1947
6. Lyme Bay, England Anlöpte 22 maj 1947, avseglade 27 maj 1947
7. Torquay, England Anlöpte 27 maj 1947, avseglade 31 maj 1947
8. Glasgow, Skottland Anlöpte 2 juni 1947, avseglade 6 juni 1947
9. Oban, Skottland Anlöpte 7 juni 1947, avseglade 8 juni 1947
10. Göteborg Anlöpte 11 juni 1947

## 1948–1949
Gick runt Afrika, genom Suezkanalen och via Medelhavet tillbaka.
Färdväg
1. Karlskrona Avseglade 11 november 1948
2. Falmouth, England Anlöpte 19 november 1948, avseglade 23 november 1948
3. Porto Grande, Kap Verde Anlöpte 2 december 1948, avseglade 6 december 1948
4. Takoradi, Ghana Anlöpte 12 december 1948, avseglade 14 december 1948
5. Banana, Belgiska Kongo Anlöpte 18 december 1948, avseglade 21 december 1948
6. Kapstaden, Sydafrika Anlöpte 27 december 1948, avseglade 3 januari 1949
7. Durban, Sydafrika Anlöpte 6 januari 1949, avseglade 9 januari 1949
8. Lourenço Marques, Moçambique Anlöpte 10 januari 1949, avseglade 14 januari 1949
9. Mombasa, Kenya Anlöpte 20 januari 1949, avseglade 25 januari 1949
10. Aden, Jemen Anlöpte 1 februari 1949, avseglade 2 februari 1949
11. Djibouti Anlöpte 3 februari 1949, avseglade 8 februari 1949
12. Port Said, Egypten Anlöpte 13 februari 1949
13. Alexandria, Egypten Anlöpte 16 februari 1949, avseglade 22 februari 1949
14. Tunis, Tunisien Anlöpte 26 februari 1949, avseglade 2 mars 1949
15. Rotterdam, Nederländerna Anlöpte 12 mars 1949, avseglade 16 mars 1949
16. Karlskrona Anlöpte 24 mars 1949

## 1949
Gick runt England och till Färöarna. Med på resan var även minsveparna HMS Sandön, HMS Örskär och HMS Grönskär.
Färdväg
1. Stockholm
2. Göteborg Anlöpte 12 maj 1949, avseglade 14 maj 1949
3. Antwerpen, Belgien Anlöpte 19 maj 1949, avseglade 22 maj 1949
4. Cobh (Queenstown), Irland Anlöpte 26 maj 1949, avseglade 28 maj 1949
5. Ardrassare, Skottland
6. Torshamn, Färöarna Anlöpte 2 juni 1949, avseglade 5 juni 1949
7. Stavanger, Norge Anlöpte 9 juni 1949, avseglade 12 juni 1949
8. Göteborg Anlöpte 14 juni 1949

## 1949–1950
Gick till Europa, Västindien och USA.
Färdväg
1. Göteborg Avseglade 27 november 1949
2. Lissabon, Portugal Anlöpte 3 december 1949, avseglade 9 december 1949
3. Porto Santo, Madeira, Portugal Anlöpte 11 december 1949, avseglade 14 december 1949
4. Funchal, Madeira, Portugal Anlöpte 14 december 1949, avseglade 18 december 1949
5. Port of Spain, Trinidad Anlöpte 30 december 1949, avseglade 5 januari 1950
6. Kingston, Jamaica Anlöpte 16 januari 1950, avseglade 22 januari 1950
7. Annapolis, Maryland, USA Anlöpte 27 januari 1950, avseglade 3 februari 1950
8. Port Hamilton, Bermuda Anlöpte 7 februari 1950, avseglade 11 februari 1950
9. Bordeaux, Frankrike Anlöpte 22 februari 1950, avseglade 1 mars 1950
10. Karlskrona Anlöpte 6 mars 1950

## 1950
Gick till Europa. Med på resan var även minsveparna HMS Bredskär, HMS Arholma, HMS Bremön och HMS Kullen.
Färdväg
1. Karlskrona Avseglade 2 maj 1950
2. Göteborg Avseglade 22 maj 1950
3. Belfast, Irland Anlöpte 26 maj 1950, avseglade 28 maj 1950
4. Brest, Frankrike Anlöpte 2 juni 1950, avseglade 4 juni 1950
5. Rotterdam, Holland Anlöpte 9 juni 1950, avseglade 11 juni 1950
6. Göteborg Anlöpte 14 juni 1950

## 1951
Gick till Medelhavet och England.
Färdväg
1. Karlskrona Avseglade 10 januari 1951
2. Casablanca, Marocko Anlöpte 17 januari 1951, avseglade 21 januari 1951
3. Neapel, Italien Anlöpte 27 januari 1951, avseglade 1 februari 1951
4. Funchal, Madeira, Portugal Anlöpte 6 februari 1951, avseglade 10 februari 1951
5. Gibraltar Anlöpte 13 februari 1951, avseglade 15 februari 1951
6. Portsmouth, England Anlöpte 19 februari 1951, avseglade 22 februari 1951
7. Göteborg Anlöpte 25 februari 1951

## 1952
Gick till Västindien och Kanada. Vid återresan över Atlanten råkade fartyget ut för en våldsam orkan. Det mesta av däcksutrustningen inkl. livbåtarna slogs då sönder. Fartyget tvingades återvända till Halifax för reparation.
Färdväg
1. Göteborg Avseglade 4 januari 1952
2. Las Palmas, Kanarieöarna Anlöpte 11 januari 1952, avseglade 14 januari 1952
3. La Guaira, Venezuela Anlöpte 25 januari 1952, avseglade 31 januari 1952
4. Havanna, Kuba Anlöpte 4 februari 1952, avseglade 9 februari 1952
5. Basse Terre, Guadeloupe, Västindien Anlöpte 14 februari 1952, avseglade 18 februari 1952
6. Îles des Saintes, Guadeloupe, Västindien Anlöpte 18 februari 1952, avseglade 25 februari 1952
7. Saint Barthelemy, Västindien Anlöpte 25 februari 1952, avseglade 26 februari 1952
8. San Juan, Puerto Rico Anlöpte 27 februari 1952, avseglade 3 mars 1952
9. Halifax, Kanada Anlöpte 8 mars 1952, avseglade 13 mars 1952
10. Halifax, Kanada Avseglade 23 mars 1952 (fick återvända för reparation)
11. Ponta Delgada, Azorerna Anlöpte 28 mars 1952, avseglade 29 mars 1952
12. Göteborg Anlöpte 4 april 1952

## 1953
Gick till Medelhavet.
Färdväg
1. Karlskrona
2. Malaga, Spanien
3. Pireus, Grekland
4. Izmir, Turkiet
5. Palermo, Sicilien, Italien
6. Dakar, Senegal
7. Lissabon, Portugal
8. Karlskrona

## 1955–1956
Gick genom Engelska kanalen och ner till Afrikas västkust. Detta var hennes sista långresa.
Färdväg
1. Göteborg Avseglade 13 december 1955
2. Lissabon, Portugal Anlöpte 19 december 1955, avseglade 23 december 1955
3. Las Palmas, Kanarieöarna Anlöpte 29 december 1955, avseglade 2 januari 1956
4. Abidjan, Elfenbenskusten Anlöpte 10 januari 1956, avseglade 13 januari 1956
5. Luanda, Angola Anlöpte 19 januari 1956, avseglade 23 januari 1956
6. Takoradi, Ghana Anlöpte 27 januari 1956, avseglade 30 januari 1956
7. Monrovia, Liberia Anlöpte 3 februari 1956, avseglade 6 februari 1956
8. Dakar, Senegal Anlöpte 9 februari 1956, avseglade 13 februari 1956
9. Kanarieöarna Anlöpte 16 februari 1956, avseglade 19 februari 1956 (Uteankarplats)
10. Gibraltar Anlöpte 21 februari 1956, avseglade 25 februari 1956
11. Bordeaux, Frankrike Anlöpte 29 februari 1956, avseglade 5 mars 1956
12. Antwerpen, Belgien Anlöpte 8 mars 1956, avseglade 12 mars 1956
13. Göteborg Anlöpte 14 mars 1956